# Stomphastis cardamitis
Stomphastis cardamitis är en fjärilsart som först beskrevs av Edward Meyrick 1921.  Stomphastis cardamitis ingår i släktet Stomphastis och familjen styltmalar.
Artens utbredningsområde är Namibia. Inga underarter finns listade i Catalogue of Life.